# 今村千代太
今村 千代太（いまむら ちよた、1857年2月7日（安政4年1月13日）- 1916年（大正5年）1月15日）は、明治期の教育者・銀行家・政治家。衆議院議員。

## 経歴
肥前国彼杵郡大村（長崎県東彼杵郡西大村、大村町を経て現大村市）の農家に生まれる。小学校卒業後、長崎県師範学校を卒業した。
小学校訓導、小学校長、中学校教員、学務委員、戸長、郡書記などを歴任した。
政界では長崎県会議員に選出された。1898年（明治31年）3月、第5回衆議院議員総選挙（長崎県第2区、進歩党）で当選し、同年8月の第6回総選挙（長崎県第2区、憲政本党でも再選され、最後は三四倶楽部に所属して衆議院議員に連続2期在任した。
その他、玖島銀行頭取を務めた。